# Хуліо Джамбруно Віана
Хуліо Джамбруно Віана (Julio Giambruno Viana) — уругвайський дипломат. Надзвичайний і Повноважний Посол Уругваю в Польщі, та в Україні, Литві, Білорусі за сумісництвом.

## Життєпис
У 1965—1975 рр. — був технічним помічником Латиноамериканської асоціації інтеграції
З 1979 по 1986 р. — був заступником генерального консула Уругваю в Нью-Йорку. Був одним із запрошених гостей на святкуванні Дня соборності України в Українському інституті Америки у 1979 році.
З 7 січня 1987 по 1991 рр. — був тимчасовим повіреним у Канберрі.
З 17 жовтня 1995 року — генеральний консул в Сан-Франциско.
З 24 вересня 1998 по 2003 рр. — Надзвичайний і Повноважний Посол Уругваю в Сеулі (Південна Корея).
У 2004 році він був генеральним директором з питань культури Міністерства закордонних справ Уругваю.
З 31 березня 2010 року по 16 лютого 2015 року — Надзвичайний і Повноважний Посол Уругваю у Варшаві (Польща). Надзвичайний і Повноважний Посол Уругваю в Литві, Україні, Білорусі за сумісництвом.